# Scenes from Our Navy
Scenes from Our Navy è un cortometraggio muto del 1911. Il nome del regista non viene riportato nei credit del film.

## Produzione
Il film fu prodotto dalla Selig Polyscope Company.

## Distribuzione
Distribuito dalla General Film Company, il film - un cortometraggio di cento metri - uscì nelle sale cinematografiche degli Stati Uniti il 26 giugno 1911.
Nelle proiezioni, veniva programmato con il sistema dello split reel, accorpato in un'unica bobina con un altro cortometraggio prodotto dalla Selig Polyscope Company, la commedia The Reporter.